# Rossend de Celanova
Rossend (Rudesind, en llatí Rudesindus, en gallec i castellà Rosendo) (Celas o Valdesalas, 26 de novembre de 907 — Monestir de Celanova, 1 de març de 977) va ser un abat i bisbe gallec. Venerat com a sant per l'Església catòlica d'ençà el segle xii.

## Biografia
Rossend va néixer en una família noble, fill del comte Gutierre Menéndez (Gutiher Ermegildi), cunyat d'Ordoni I de Galícia i partidari d'Alfons III d'Astúries, i de Santa Ilduària Eriz (Hilduara Erici). De jove va fer-se benedictí i va ser nomenat bisbe de Mondoñedo (Dumium) als divuit anys, com a Rossend II), succeint el seu oncle Savaric II.
Va fundar diversos monestirs benedictins com San Xoán de Caaveiro (934, abandonat des del 1835 i en ruïnes) i San Salvador de Celanova, el 12 de setembre de 936. Per fundar Caaveiro, va aconseguir les terres del seu germà Fruela i la seva cosina Ximena, que li van donar terrenys al poble de Villar.
En 955 va ser nomenat per Ordoni III de Lleó governador de Celanova, amb jurisdicció sobre terres que anaven de Riocaldo (al sud de Galícia) a Santa Maria d'Ortigueira (a la costa cantàbrica). A demanda d'Elvira Ramírez, tia del futur Ramir III de Lleó, va ser nomenat governador de Galícia, entre la primavera de 968 i el començament de 969. Va conduir les tropes que defensaren Galícia de les invasions dels vikings a Galícia i els musulmans; aquest havien travessat el Mondego i havien arribat a la frontera. Els primers, en 966, havien atacat la costa i mataren el bisbe Sisnand II d'Iria Flavia en batalla; Rossend va formar un exèrcit i els derrotà, matant el seu cabdill Gundered a la batalla de Fornelos en 968.

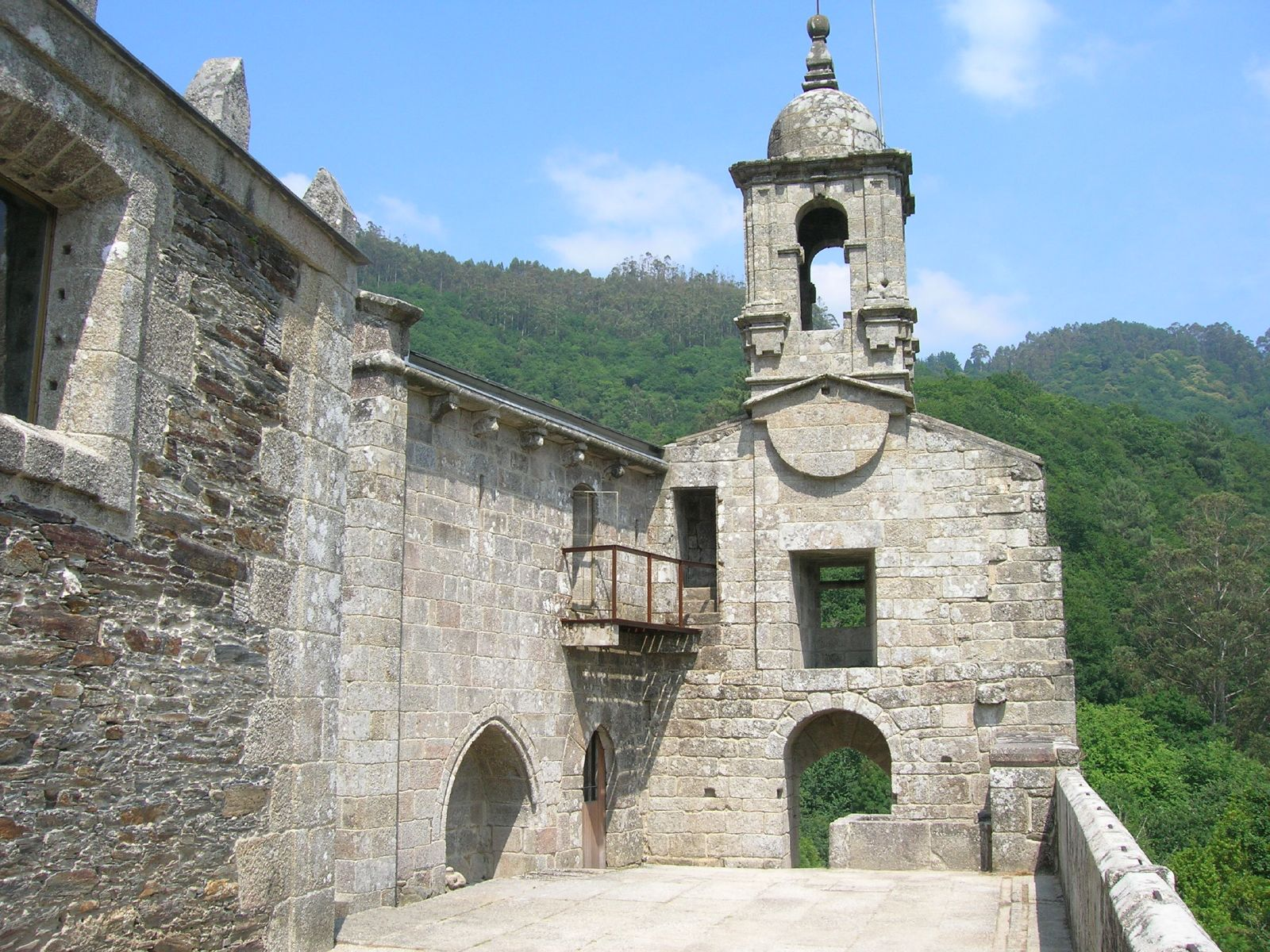
Sant Joan de Caaveiro, monestir fundat per Rossend
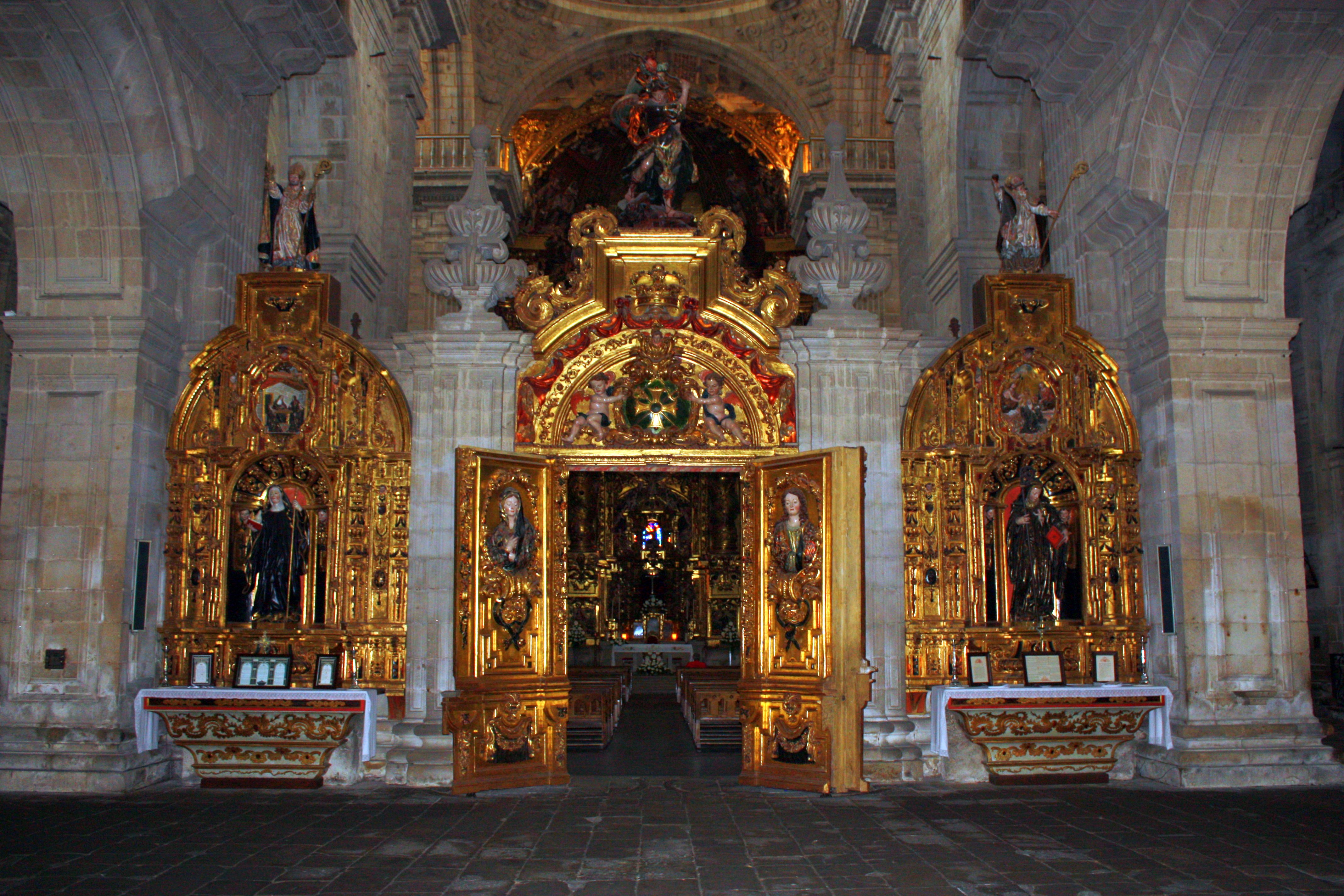
Reracor i nau de l'església de l'abadia de Celanova
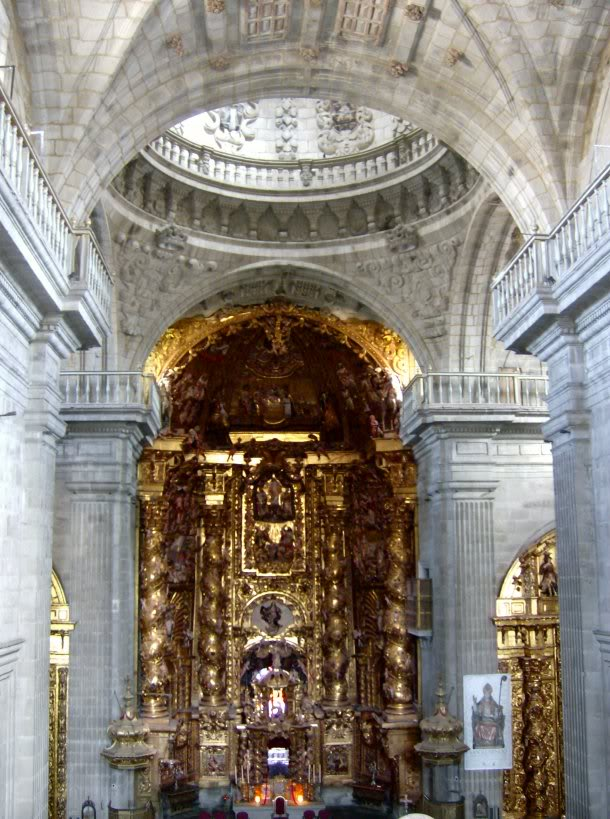
Altar major de Celanova, amb l'urna de les relíquies del sant
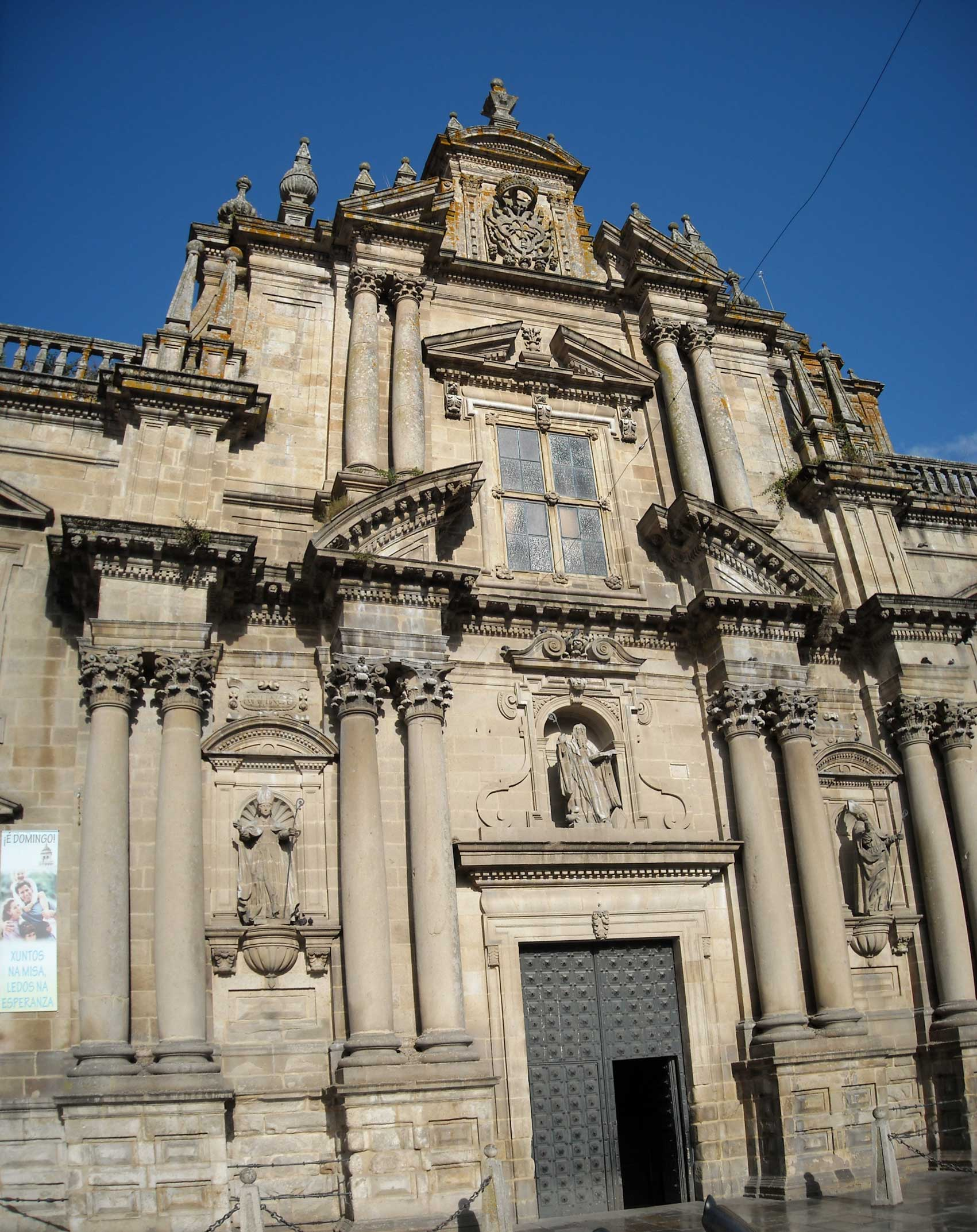
Façana del monestir de Celanova, amb el sant a un costat de la portada

## Últims anys

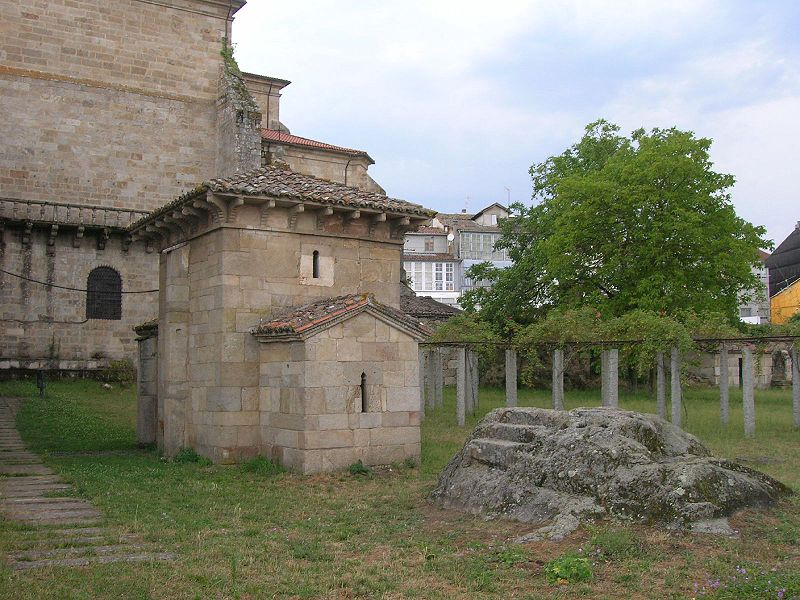
Capella de Sant Miquel al monestir de Celanova, edifici del s. X, contemporani de l'abat Rossend

Rossend, ja bisbe de Mondoñedo, va ser nomenat administrador de la seu d'Iria Flavia (el bisbat de Santiago de Compostel·la) després de la mort de Sisenand. N'ocupà el càrrec de 968 a 977. Llavors es va retirar a Celanova.
Rossend va succeir Sant Franquila com a abat de Celanova, on va continuar essent una figura influent, rebent la visita de nobles i dirigents de Galícia i Portugal, que hi buscaven consell. També va guanyar fama com a taumaturg i autor de miracles. Hi va morir en 977.

## Veneració
En 1601, les seves relíquies van ser exhumades i col·locades en una urna d'argent a l'altar major de l'església de l'abadia de Celanova.

## Llegendes
La mare de Rossend havia tingut dos fills abans que ell, però havien mort de petits. Quan el comte Gutierre, el seu espòs, va marxar en campanya militar a Coïmbra, Ilduara l'acompanyà. Va pregar a l'ermita de San Salvador al mont Coruba, on pujà descalça. Allí, li aparegué Sant Miquel i li digué que tindria un fill que seria un home gran i sant. En agraïment, va fer construir al lloc una església on es quedà fins que va néixer Rossend i on va voler batejar-lo. El carro que portava la pica baptismal es va trencar, però mentre anaven a cercar-ne un altre, Sant Miquel va pujar el carro fins al cim del turó.